# Julija Arturowna Ogarkowa
Julija Arturowna Ogarkowa (russisch Юлия Артуровна Огаркова; englische Schreibweise Julia Ogarkova; * 18. Juli 1994 als Julija Arturowna Waletowa) ist eine ehemalige russische Tennisspielerin.

## Karriere
Ogarkowa spielte vor allem bei Turnieren der ITF Women’s World Tennis Tour, wo sie 2013 in Scharm aschSchaich einen Titel im Einzel und drei im Doppel gewinnen konnte.

## Turniersiege

### Einzel
| Nr. | Datum              | Turnier             | Kategorie   | Belag     | Finalgegnerin   | Ergebnis        |
| --- | ------------------ | ------------------- | ----------- | --------- | --------------- | --------------- |
| 1.  | 22. September 2013 | Scharm asch-Schaich | ITF $10.000 | Hartplatz | Giulia Bruzzone | 6:75, 7:5, 7:64 |

### Doppel
| Nr. | Datum              | Turnier             | Kategorie   | Belag     | Partnerin          | Finalgegnerinnen                           | Ergebnis          |
| --- | ------------------ | ------------------- | ----------- | --------- | ------------------ | ------------------------------------------ | ----------------- |
| 1.  | 6. Juli 2013       | Scharm asch-Schaich | ITF $10.000 | Hartplatz | Polina Monowa      | Violetta Degtiareva Ganna Piven            | 6:1, 7:5          |
| 2.  | 24. August 2013    | Scharm asch-Schaich | ITF $10.000 | Hartplatz | Nikolá Horáková    | Magy Aziz Gai Ao                           | 3:6, 7:62, [11:9] |
| 3.  | 21. September 2013 | Scharm asch-Schaich | ITF $10.000 | Hartplatz | Prarthana Thombare | Viktoriya Bogoslovskaya Evgeniya Svintsova | 6:1, 6:4          |